# Pärispea
Pärispea is een plaats in de Estlandse gemeente Kuusalu, provincie Harjumaa. De plaats heeft de status van dorp (Estisch: küla).

## Bevolking
Het dorp had 93 inwoners op 31 december 2011 en 94 inwoners op 31 december 2021.

## Ligging
Pärispea ligt op de noordpunt van het schiereiland Pärispea. Het is de noordelijkste nederzetting van Estland.